# Dragotin
Dragotin – wieś w Chorwacji, w żupanii osijecko-barańskiej, w gminie Trnava. W 2011 roku liczyła 254 mieszkańców.